# آلاسکا
آلاسکا (به انگلیسی: Alaska) یکی از ایالت‌های غیرمجاور ایالات متحده است که در منتهی‌الیه شمال‌غربی قاره آمریکای شمالی قرار دارد. این ایالت، به همراه هاوایی، یکی از دو ایالت غیرمجاور ایالات متحده محسوب می‌شود و بخشی از منطقه غربی این کشور است. آلاسکا به دلیل موقعیت جغرافیایی منحصربه‌فرد خود، شمالی‌ترین، غربی‌ترین و حتی شرقی‌ترین ایالت آمریکا به‌شمار می‌رود، زیرا جزایر آلیوتی آن از نصف‌النهار ۱۸۰ درجه عبور کرده و وارد نیمکره شرقی می‌شوند. این ایالت از شرق با قلمرو یوکان و استان بریتیش کلمبیا در کانادا هم‌مرز است و در غرب، از طریق تنگه برینگ، با ناحیه خودگردان چوکوتکا روسیه مرز دریایی دارد. دریاهای چوکچی و بوفورت در اقیانوس منجمد شمالی در شمال، و اقیانوس آرام در جنوب آن قرار دارند. قاعدتاً، آلاسکا یک شبه‌برون‌بوم از ایالات متحده است و بزرگ‌ترین برون‌بوم (منطقه جداافتاده) در جهان به‌شمار می‌رود.
آلاسکا بزرگ‌ترین ایالت آمریکا از نظر مساحت است و مساحتی بیشتر از مجموع سه ایالت بزرگ بعدی، یعنی تگزاس، کالیفرنیا و مونتانا، دارد. این ایالت هفتمین زیرمجموعه بزرگ حکومتی در جهان است. با این حال، آلاسکا سومین ایالت کم‌جمعیت و کم‌تراکم ایالات متحده است. در سال ۲۰۲۴، جمعیت آن ۷۴۰٬۱۳۳ نفر بوده که آن را به پرجمعیت‌ترین قلمرو در آمریکای شمالی، که عمدتاً در شمال مدار ۶۰ درجه قرار دارد، تبدیل کرده است؛ جمعیتی بیش از چهار برابر مجموع جمعیت شمال کانادا و گرینلند. آلاسکا میزبان چهار شهر بزرگ از نظر مساحت در ایالات متحده است، از جمله پایتخت ایالت، جونو. پرجمعیت‌ترین شهر آلاسکا، انکوریج، است که حدود نیمی از ساکنان ایالت در منطقه کلان‌شهری آن زندگی می‌کنند.
بومیان آلاسکا هزاران سال است که در این منطقه زندگی می‌کنند و باور عمومی بر این است که این منطقه از طریق پل زمینی برینگیا، نقطه ورود اولیه برای سکونت انسان در آمریکای شمالی بوده است. امپراتوری روسیه در قرن هجدهم اولین قدرت استعماری بود که این منطقه را به‌طور فعال مستعمره کرد و منطقه‌ای به نام آمریکای روس را تأسیس نمود که بخش عمده‌ای از ایالت کنونی را در بر می‌گرفت و جمعیتی از بومیان آلاسکایی کریول را حفظ و ترویج کرد. هزینه‌های بالا و دشواری‌های لجستیکی حفظ این سرزمین دوردست، باعث شد که در سال ۱۸۶۷، روسیه آن را به مبلغ ۷٫۲ میلیون دلار (معادل ۱۶۲ میلیون دلار در سال ۲۰۲۴) به ایالات متحده بفروشد. این منطقه پس از چندین تغییر اداری، در ۱۱ مه ۱۹۱۲ به‌عنوان یک قلمرو سازمان‌یافته شد و در ۳ ژانویه ۱۹۵۹ به‌عنوان چهل و نهمین ایالت آمریکا پذیرفته شد.
منابع طبیعی فراوان، آلاسکا را با وجود داشتن یکی از کوچک‌ترین اقتصادهای ایالتی، به یکی از بالاترین سرانه‌های درآمدی در آمریکا تبدیل کرده است. ماهی‌گیری تجاری، استخراج گاز طبیعی و نفت، اقتصاد آلاسکا را تحت سلطه خود دارند. پایگاه‌های نیروهای مسلح ایالات متحده و گردشگری نیز به اقتصاد این ایالت کمک می‌کنند. بیش از نیمی از خاک آلاسکا متعلق به دولت فدرال است و شامل جنگل‌های ملی، پارک‌های ملی و پناهگاه‌های حیات وحش می‌شود. آلاسکا یکی از غیرمذهبی‌ترین ایالت‌های آمریکا است و یکی از اولین ایالت‌هایی بود که مصرف تفریحی از ماری‌جوانا را قانونی کرد. جمعیت بومی آلاسکا با بیش از ۱۵ درصد، پس از هاوایی، دومین نسبت بالای جمعیت بومی در میان ایالت‌های آمریکا را دارد. در گذشته بیشتر مسافرت‌ها به آلاسکا برای به دست آوردن طلا بود. اما امروزه آلاسکا یک سرزمین پرطرفدار برای گردشگری است. کوه‌های یخ و نهنگ‌ها از جاذبه‌های گردشگری آلاسکا هستند. استخراج نفت در آلاسکا اغلب موضوع مباحثات و نزاع‌های سیاسی است. یکی دیگر از ویژگی‌های آلاسکا وجود محصولات غول پیکر است.

## نام
نام این ایالت از واژه alaxsxaq (آلاخس‌خاق) در زبان بومیان آلیوتی گرفته شده که معنای آن «جای تحت تأثیر از فعالیت دریا» (دریاکوبه) است.

## تاریخ

### تاریخ اسکان بشر در آلاسکا
آلاسکا نخستین قسمتی از قاره آمریکا بود که توسط انسان‌ها سکنی گزیده شد. طبق فرضیه فعلی، نخستین عشایر که از سیبری آمده بودند نزدیک به ۳۶٫۰۰۰ سال پیش از طریق برینگیا، راه زمینی بین آسیا و آمریکای شمالی، که در آن زمان هنوز وجود داشت وارد این منطقه شدند. گفته می‌شود تا حدود ۱۸٫۰۰۰ سال پیش از میلاد تماس‌های ژنتیکی با سیبری وجود داشته است. در همین زمان، جمعیت آمریکا از آسیا جدا شد. بر پایه این مطالعه، گفته می‌شود که همه سرخپوستان امروزی آمریکای شمالی و جنوبی از نسل این مهاجران هستند.

#### عصر جدید
پیش از ورود سفیدپوستان به آلاسکا، اسکیموها، آلئوت و سرخ‌پوستان تنها مردمان ساکن این سرزمین بودند. پتر کبیر، تزار روسیه در ۱۷۲۵ میلادی ویتوس برینگ، دریانورد دانمارکی را که در خدمت روسیه بود مأمور کرد تا حدود کرانه‌های شمال شرقی روسیه را کشف و مشخص نماید. برینگ در دومین سفر پژوهشی خود، در سال ۱۷۴۱ میلادی به سرزمینی رسید که امروزه آلاسکا نامیده می‌شود. هنگامی که نخستین اروپایی‌ها به جستجوی مسیری میان اقیانوس اطلس و اقیانوس آرام در شمال پرداختند ۳ قوم اسکیموها، آلیوت‌ها، و سرخ‌پوستان در سرزمین قطبی آلاسکا ساکن بودند. در سال ۱۷۴۱ میلادی روس‌ها پرچم خود را در این مجمع‌الجزایر وسیع که آلاسکا نامیده می‌شد برافراشتند. چند سال بعد، شکارچیان نهنگ و تاجران پوست در منطقه مستقر شده و یک بازار در جزیره کودیاک در سال ۱۷۸۴ میلادی ایجاد کردند. دولت ایالات متحده برای فروش آلاسکا روسیه تزاری را تحت فشار گذاشت.

### خرید آلاسکا از روسیه
روسیه، آلاسکا را در سال‌های ۱۷۵۰ تحت تسلط خود گرفت. روس‌ها با مردمان بومی آنجا روابط بازرگانی داشتند ولی بعداً اقدام به فروش آن نمودند.علت اصلی تمایل روسها به فروش آلاسکا هراس آنان از تصرف این ایالت توسط بریتانیا بود، قرارداد خرید آلاسکا از روسیه، در ۹ آوریل ۱۸۶۷ به تصویب سنای آمریکا رسید و قطعی شد. ولی انجام معامله و تحویل آلاسکا از جانب روسیه به آمریکا موکول به تصویب شرایط معامله در سنای آمریکا شد که سنا نیز در جلسه ۹ آوریل خود قرارداد معامله را تصویب کرد. طبق قرار داد معامله، آلاسکا مهاجرنشین روسیه در قارهٔ آمریکا به مبلغ هفت میلیون و دویست هزار دلار (هر هکتار ۲ پنی یا دو صدم دلار) خریداری شد.
ویلیام سیوارد وزیر خارجهٔ کابینه‌های ابراهام لینکلن و اندرو جانسون برای خرید آلاسکا تلاش فراوان کرد. وی برای قانع کردن سنای آمریکا به خرید آلاسکا به مبلغی که ذکر شد در نطقی طولانی جزئیات اهمیت منابع زیر زمینی، ماهی‌گیری و … این منطقهٔ وسیع را برشمرد. سناتورها مبلغ خرید را بیش از ارزش اراضی یخزده آلاسکا می‌دانستند که سرانجام با سخنرانی سیوارد قانع شدند. سیوارد سیاستمدار عضو حزب جمهوری‌خواه آمریکا بود. در سال ۱۸۶۷ منطقه آلاسکا به طور رسمی از خاک روسیه جدا شد و به آمریکا پیوست.

### طلا و نفت
در سال ۱۸۸۰ با کشف طلا سیل مهاجران به منطقه سرازیر و توجه آمریکایی‌ها به این سرزمین ثروتمند جلب شد. در سال ۱۹۰۲ کشف نفت باعث توجه سرمایه‌گذاران به آلاسکا شد. اما استخراج نفت از آن در سال ۱۹۵۷ توسط شرکت یونوکال آغاز شد. این موضوع باعث ارتقاء جایگاه آلاسکا شد. تا جاییکه در سال ۱۹۵۹ به عنوان چهل و نهمین ایالت، به ایالات متحده آمریکا پیوست.

## جغرافیا

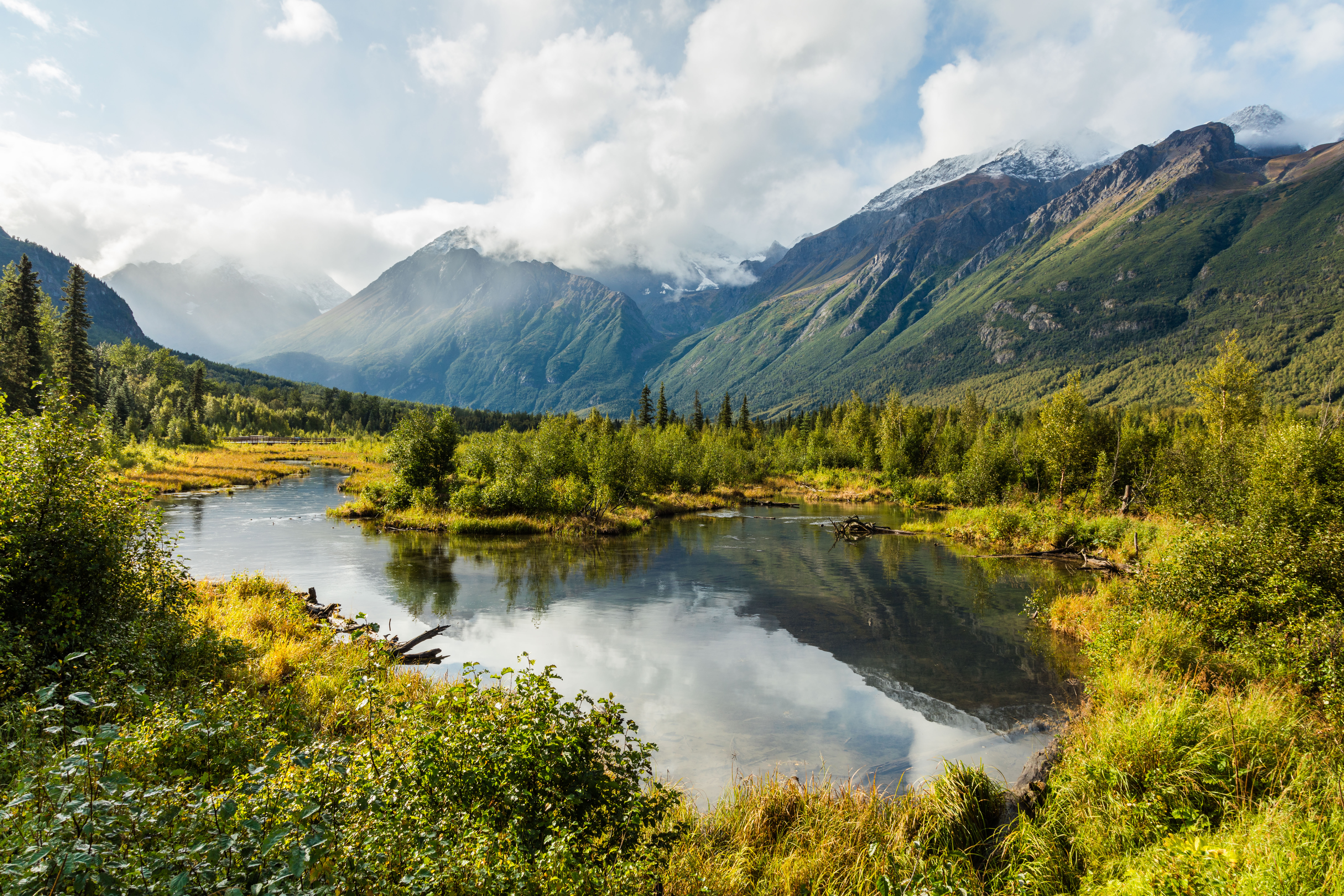
نگاره‌ای از رودخانه عقاب (en) در ناحیهٔ انکوریج، آلاسکا، ایالات متحده آمریکا.

آلاسکا یک منطقه برون‌بوم ایالات متحده آمریکا به شمار می‌آید که دارای معادن غنی و نیز نفت  است . مرکز آن جونو، و شهرهای مهم آن فربنکس، نوم، و انکوریج هستند. شمالی‌ترین شهر آلاسکا یوتکیاجویک و جنوبی‌ترین شهر آن کودیاک است. آلاسکا دارای رشته‌کوه‌های طولانی، قله‌های بلند، یخچال‌های طبیعی، رودها، دریاچه‌ها و دیدنی‌های طبیعی بسیار و کرانه‌های کوهستانی اقیانوس آرام است که بعضی از آن قله‌ها کوه‌های آتشفشانی هستند.
مساحت ایالت آلاسکا در حدود ۱٬۷۱۷٬۸۵۴ کیلومتر مربع است که شامل جزایر آلیوتی که به بیش از ۱۵۰ جزیره کوچک و بزرگ تقسیم می‌شود. مرز میان کانادا و آلاسکا از نخستین مرزهایی بود که به واسطه مرزبندی مداری شکل گرفت. از دیگر مرزهای این چنین می‌توان به مرز مصر و لیبی اشاره کرد. دنالی (کوه مک‌کینلی) در آلاسکا مرتفع‌ترین کوه آمریکای شمالی است که در سال ۱۹۱۳ فتح شد.
در شمال آلاسکا جلگه‌هایی وجود دارند که به اقیانوس منجمد شمالی می‌پیوندند. خاک این جلگه‌ها یخ زده است و در آن درخت نمی‌روید. در اصطلاح جغرافیا به آن توندرا گفته می‌شود. آلاسکا به تنهایی سه قله مرتفع قاره آمریکای شمالی، دنالی (واقع در پارک ملی و منطقه حفاظت‌شده دنالی)، کوه لوگان، و کوه سنت الیاس (واقع در پارک و منطقه حفاظت شده ملی رنگل–سن الیاس) را در خود جا داده است.

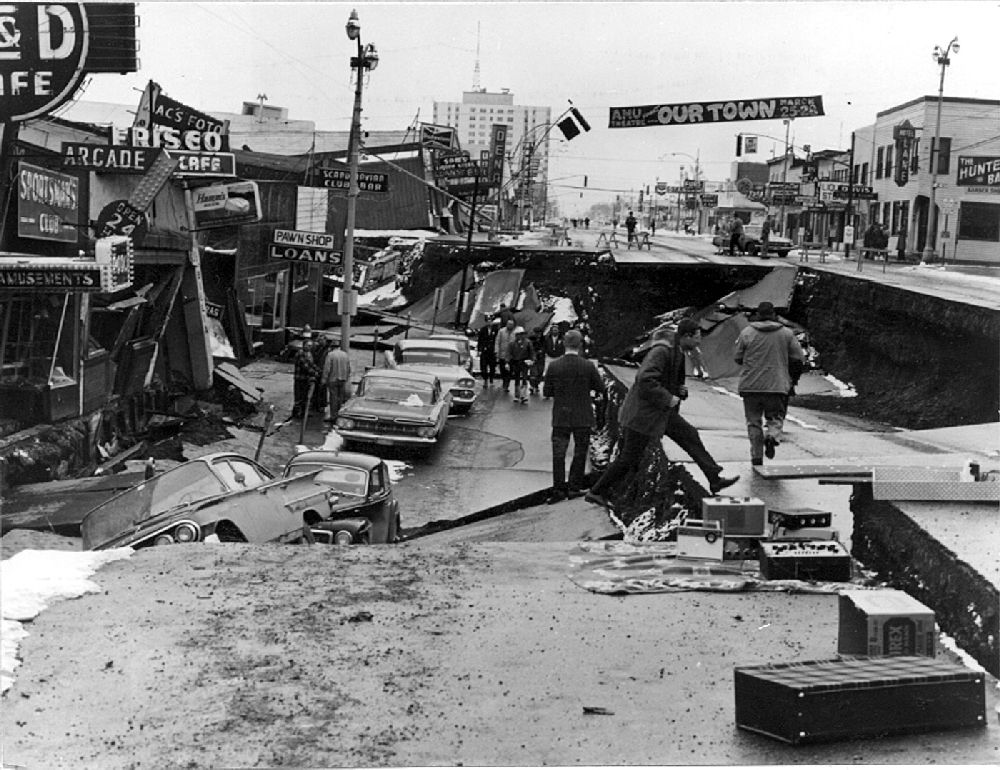
زمین‌لرزه ۱۹۶۴ آلاسکا، دومین زمین‌لرزه بزرگ جهان با بزرگی ۹٫۴

محیط زیست آلاسکا تا پیش از اکتشاف نفت و استخراج آن، بکر و دست نخورده بود.
یادبود ملی میستی فیوردز، یادبود ملی ادمیرالتی آیلند، جنگل ملی چوگاچ، و جنگل ملی تونگاس در این ایالت قرار دارند.
آب و هوای آلاسکا متنوع است. در بعضی مناطق این سرزمین دمای هوا گاه به °۶۲- سلسیوس می‌رسد. در کرانه‌های شمالی که اسکیموها در آنجا زندگی می‌کنند زمستان بسیار طولانی و تاریک است و خورشید برای هفته‌ها طلوع نمی‌کند. تابستان‌های این ناحیه کوتاه است. اما روزهای بسیار بلندی دارد و خورشید هفته‌ها غروب نمی‌کند. در این میان یخ‌های لایهٔ بالایی خاک ذوب می‌شوند و در نتیجه آب سطح زمین را می‌پوشاند. بادهایی که بر فراز جریان آب گرم ژاپن می‌وزند هوای جنوب آلاسکا را تقریباً در سراسر سال ملایم نگه می‌دارند. در قسمت‌های مرکزی میانگین بارندگی سالانه حدود ۳۳۰ میلی‌متر است.

## سیاست
فرماندار و نایب فرماندار هر چهار سال یکبار با رای مردم انتخاب می‌شوند. کنگره قانونگذاری آلاسکا ۴۰ نماینده و ۲ سناتور دارد که توسط مردم آلاسکا انتخاب می‌شوند. یک نماینده و دو سناتور به نمایندگی از مردم آلاسکا در کنگره آمریکا وجود دارند.

## اقتصاد

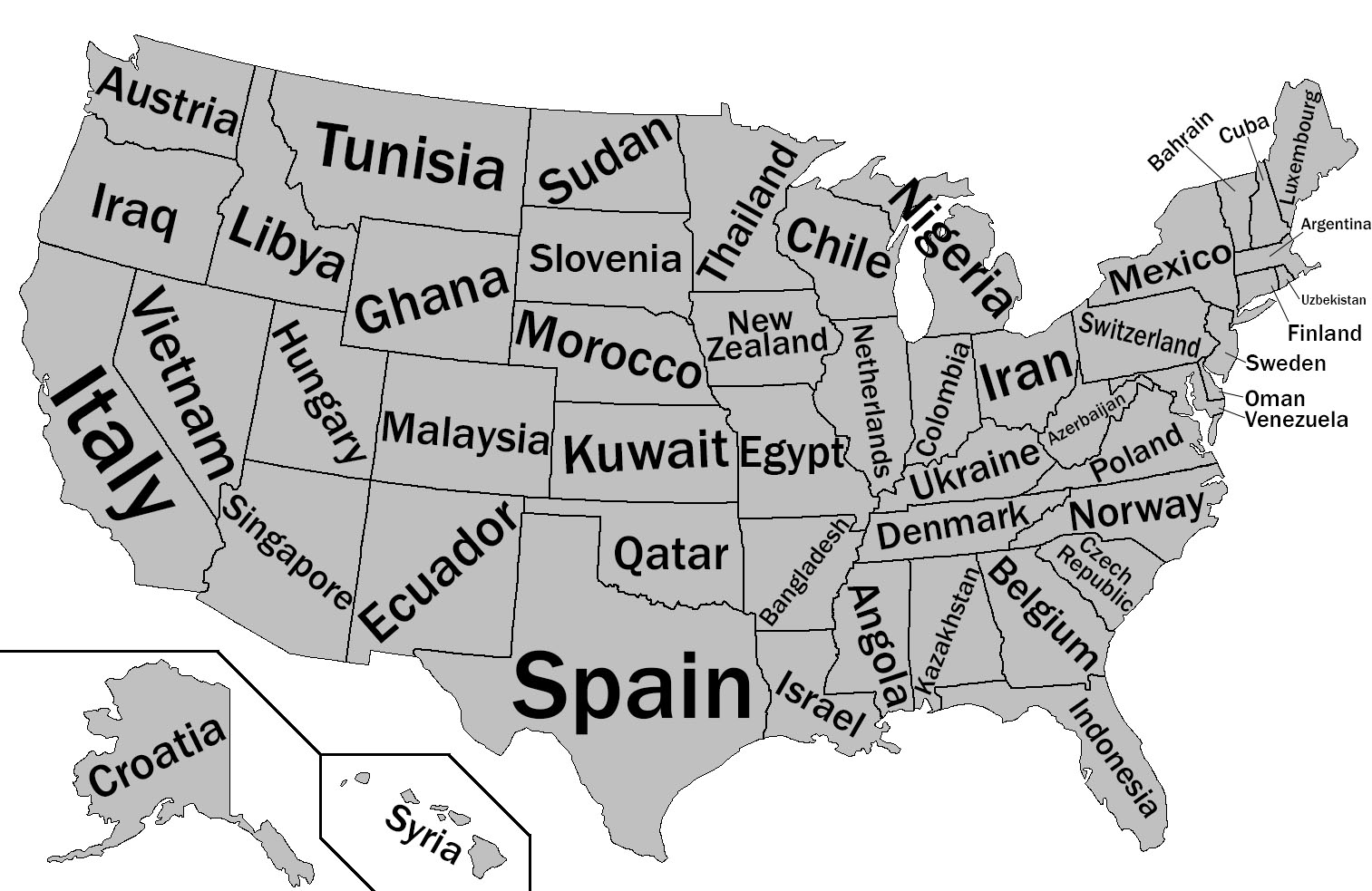
مقایسهٔ تولید ناخالص داخلی ایالت‌های آمریکا با کشورهای دیگر در سال ۲۰۱۲. ایالت آلاسکا در این سال تولید ناخالصی اش قابل مقایسه با کشور کرواسی بوده است.

تولید ناخالص داخلی این ایالت در سال ۲۰۱۲ برابر با ۵۴٬۷۰۲ میلیارد دلار بود که قابل مقایسه با تولید ناخالص داخلی کشور کرواسی (۵۶٬۴۴۲ میلیارد دلار) است. شرکت‌های هواپیمایی لیندن ایر کارگو، پن‌ایر، ریان ایر سرویسز، آلاسکا سنترال اکسپرس، برینگ ایر، فرانتیر فلایینگ سرویس، و اف‌اس ایر سرویس در این ایالت قرار دارند.
آلاسکا بزرگترین ذخایر نفتی در آمریکای شمالی را دارد و نزدیک به ۳۰ درصد از ذخایر قابل برداشت نفت آمریکا در ایالت آلاسکا هستند. نفت، اصلی‌ترین منابع درآمدی این ایالت است.

## مردم
این ایالت شبه جزیره‌ای در شمال غربی قارهٔ آمریکا شمالی با جزیره‌های بزرگ و کوچک  است که جمعیت آن طبق آمار سال ۲۰۰۵ بیش از ۶۶۰۰۰۰ نفر است. نام آلاسکا از زبان قوم آلئوت (Aleut) گرفته شده است که مردم بومی کهن این سرزمین بوده‌اند.
آلاسکا به همراه جزایر هاوایی دو تکه جدا از ایالت متحده آمریکا هستند که به ترتیب ایالات ۴۹ و ۵۰ام آن به‌شمار می‌روند. سفیدپوست‌ها ۷۵ درصد مردم آلاسکا را تشکیل می‌دهند و در بیش از ۷۰ درصد در شهرها زندگی می‌کنند. بیشتر مردم آلاسکا زندگی در خطوط ساحلی را برگزیده‌اند.
آلاسکا با استان یوکان و بریتیش کلمبیای کانادا در شرق، با خلیج آلاسکا در غرب، با اقیانوس آرام در جنوب، با دریای برینگ، تنگه برینگ، و دریای چوکچی در غرب، و با دریای بوفورت اقیانوس منجمد شمالی در شمال محدود شده است. سرزمین آلاسکا نزدیک‌ترین قسمت قاره آمریکا به آسیا است و تنگه برینگ با حدود ۸۰ کیلومتر پهنا آن را از روسیه جدا می‌کند. بر پایه نظریه‌های باستان‌شناسی و مردم‌شناسی مردم بومی قاره آمریکا در عصر یخبندان پیش از ورود وایکینگ‌ها و گروه اعزامی اسپانیایی به رهبری کریستف کلمب از طریق آلاسکا به این قاره مهاجرت کرده‌اند. این قوم هنوز نیز در گوشه و کنار آمریکای شمالی و جنوبی قابل مشاهده هستند و به مردم بومی آمریکا مشهور هستند. از معروف‌ترین افراد بومی آمریکا که به قدرت و شهرت رسیدند می‌توان به امیلیانو زاپاتا انقلابی مکزیکی اشاره کرد.
زبان رسمی آلاسکا انگلیسی است و زبان‌های بومی نیز تا حدود کمی رایج هستند. نوع نژاد ۶۷٫۷٪ سفید، ۱۵٫۶٪ بومی آلاسکایی، ۴٫۱٪ سیاه، اسپانیایی ۴٫۱٪، آسیایی ۴٪، و اسکیموها و آلیوت ۳٫۶٪ جمعیت هستند.

## فرهنگ
میانگین تحصیل و باسوادی دانش آموزان ساکن آلاسکا از میانگین ملی آمریکا بالاتر است. این در حالی است که میانگین وجود کلاس‌های تدریس از میانگین ملی آمریکا کمتر است.
دانشگاه آلاسکا مسئولیت آموزشی کل ایالت را بر عهده دارد (مانند آنچه در ایران در اختیار وزارت علوم، تحقیقات و فناوری است). دانشگاه آلاسکا به سه واحد انکوریج، جونو، و فایربانکس تقسیم شده است.
شاخه دانشگاه آلاسکا در فربنکس بزرگ‌ترین مرکز پژوهشی در رابطه با شمالگان در جهان است. ماهیگیری و مهاجرت‌های مرتبط با آن، آتشفشان‌شناسی، و پژوهش درباره تغییر اقلیم در شمالگان از موضوعاتی است که در این مرکز بررسی می‌شوند.
موزه ایالتی در جونو، موزه شلدون جکسون در شهر کوچک سیتکا، موزه تاریخ و هنرهای زیبا در انکوریج، و موزه دانشگاه آلاسکا در فیربنکس از جالب توجه‌ترین موزه‌هایی هستند که به گردآوری و محافظت از آثار کهن و باستانی، و محصولات مصنوعی مردم بومی آمریکا پرداخته‌اند.
دانشگاه آلاسکا در انکوریج دانشگاه بزرگ و معتبر شهر انکوریج است.

## دیدنی‌ها

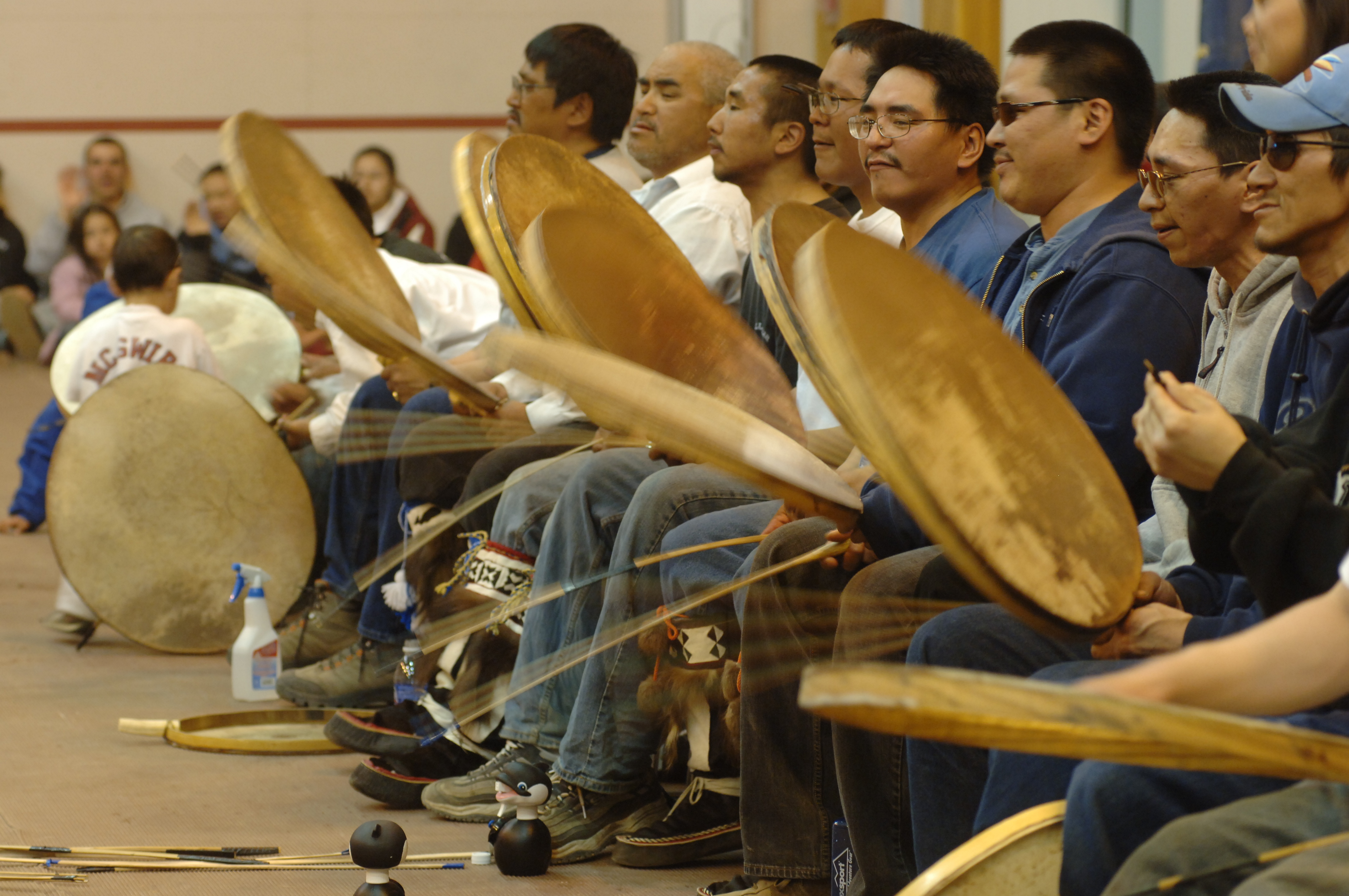
نمونه مراسمی از اسکیموهای آلاسکا

آلاسکا دارای ۱۵ پارک ملی است که هر کدام حکم یک نگارخانه از تکامل طبیعی زمین را دارد. همچنین این ایالت بیش از ۲۰ کوه از بلندترین کوه‌های آمریکا را در خود جای داده است که به هنگام فصل زمستان میزبان علاقه‌مندان به ورزش‌های زمستانی است.
از پارک‌های معروف ملی این ایالت می‌توان به پارک ملی و منطقه حفاظت‌شده دنالی، پارک و منطقه حفاظت شده ملی رنگل–سن الیاس، پارک و منطقه حفاظت‌شده ملی کتمای، پارک و منطقه حفاظت شده ملی دروازه‌های شمالگان، پارک و منطقه حفاظت شده ملی دریاچه کلارک، پارک ملی دره کوباک، پارک ملی کنای فیوردز، و پارک و منطقه حفاظت شده ملی خلیج گلیشر اشاره کرد.
در پارک ملی و منطقه حفاظت‌شده دنالی بیش از ۱۰ هزار یخ رود واقع است که هر کدام جلوه خود را دارد. همچنین در پارک و منطقه حفاظت شده ملی دریاچه کلارک ده‌ها هزار دودکش آتشفشانی تماشایی وجود دارد که در اثر تقابل آب و مواد مذاب تبدیل به چشمه‌های جوشان آب گرم شده‌اند که سالانه هزاران بازدیدکننده دارند.
از بزرگ‌ترین محل‌های سرگرمی و تفریح می‌توان به جشنواره دیدار خز در انکوریج اشاره کرد. همچنین می‌توان به حراج‌های موسوم به خز پاییزه، مسابقه سگ‌های سورتمه‌ران، آتش‌بازی، و بازی‌های صحرایی اشاره کرد. هر ساله در ماه مارس مردم از سراسر جهان برای مسابقه سخت و بزرگ سورتمه‌رانی با سگ‌های سورتمه ران از انکوریج تا نوم در حدود بین ۱۸۲۵ تا ۱۸۷۰ کیلومتر به آلاسکا سفر می‌کنند. تقریباً هر ساله ۷۵ تیم در این رقابت‌ها شرکت می‌کنند.
همچنین هر ساله در ماه مه در فربنکس هنرهای برفی نظیر مجسمه‌سازی با برف نیز اغلب پرطرفدار و با رقابت عالی و دارای ابتکارات چشمگیری است. نیز در شهر کوچک نوم در این ماه شناگران جسور و دارای استقامت بالا در آب‌های بسیار سرد از دریای برینگ تا شهر نوم مسابقه برگزار می‌شود.

## نگارخانه

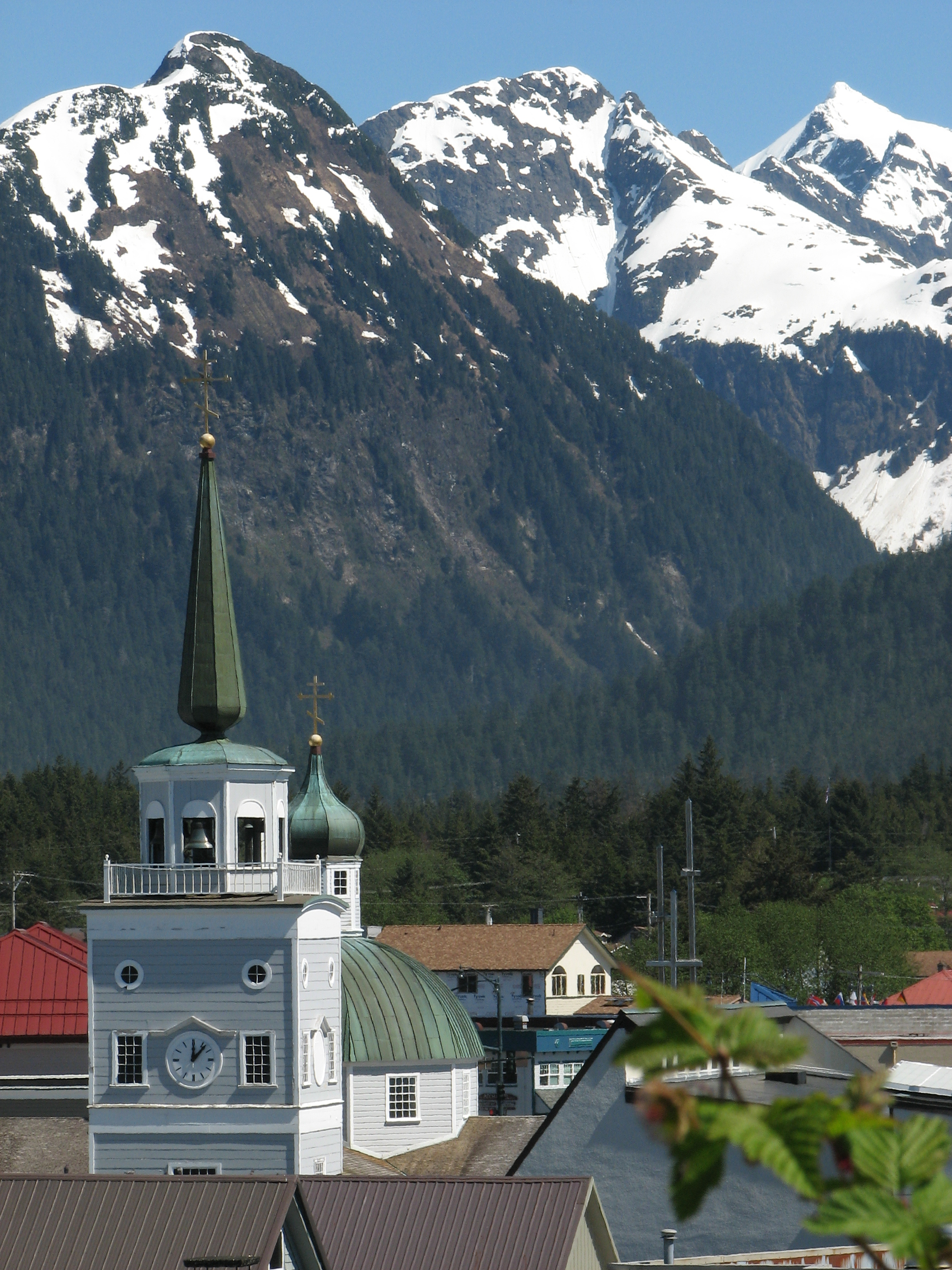
آثار معماری روسی در کلیسایی در آلاسکا.
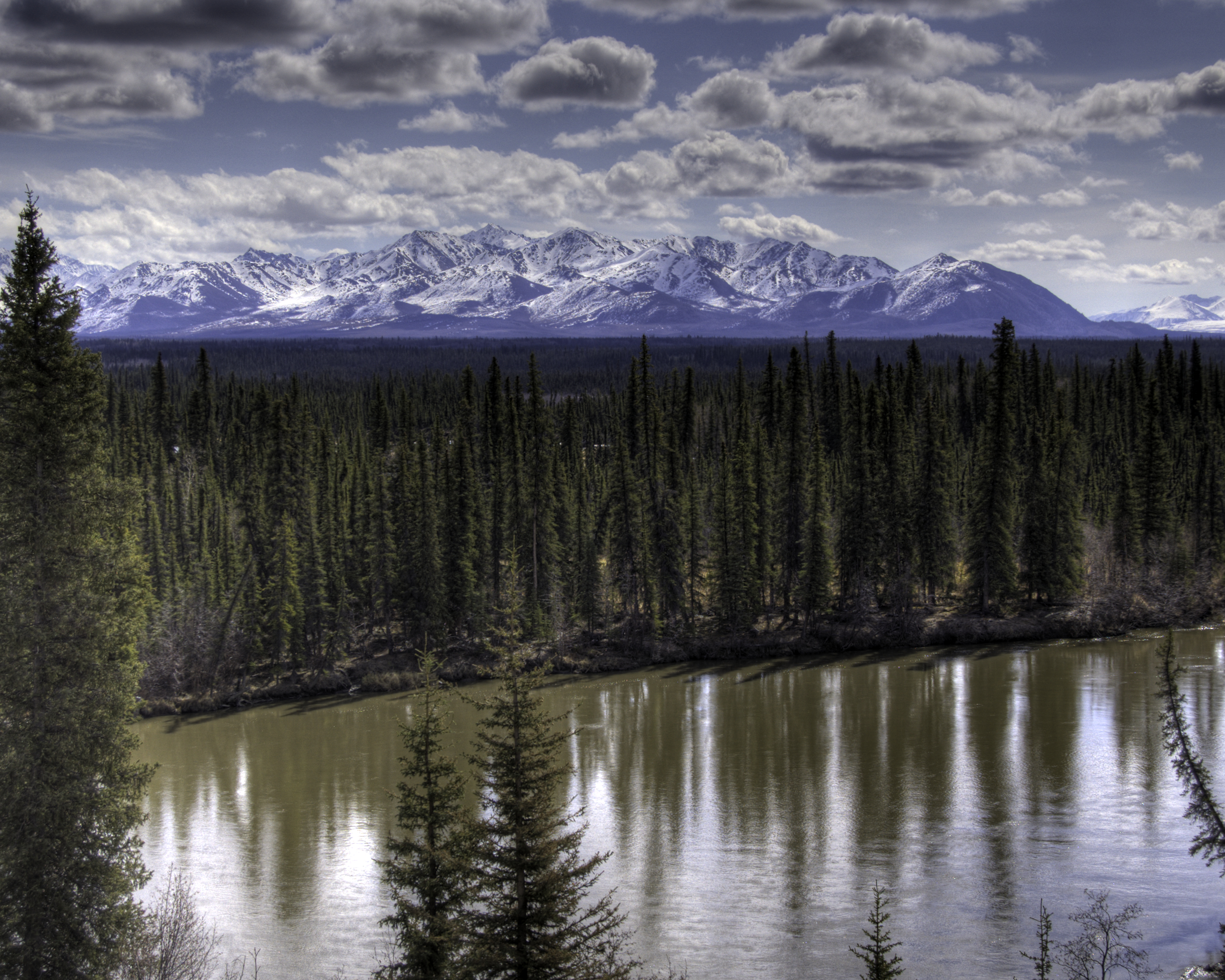
جنگل‌های پهناور آلاسکا
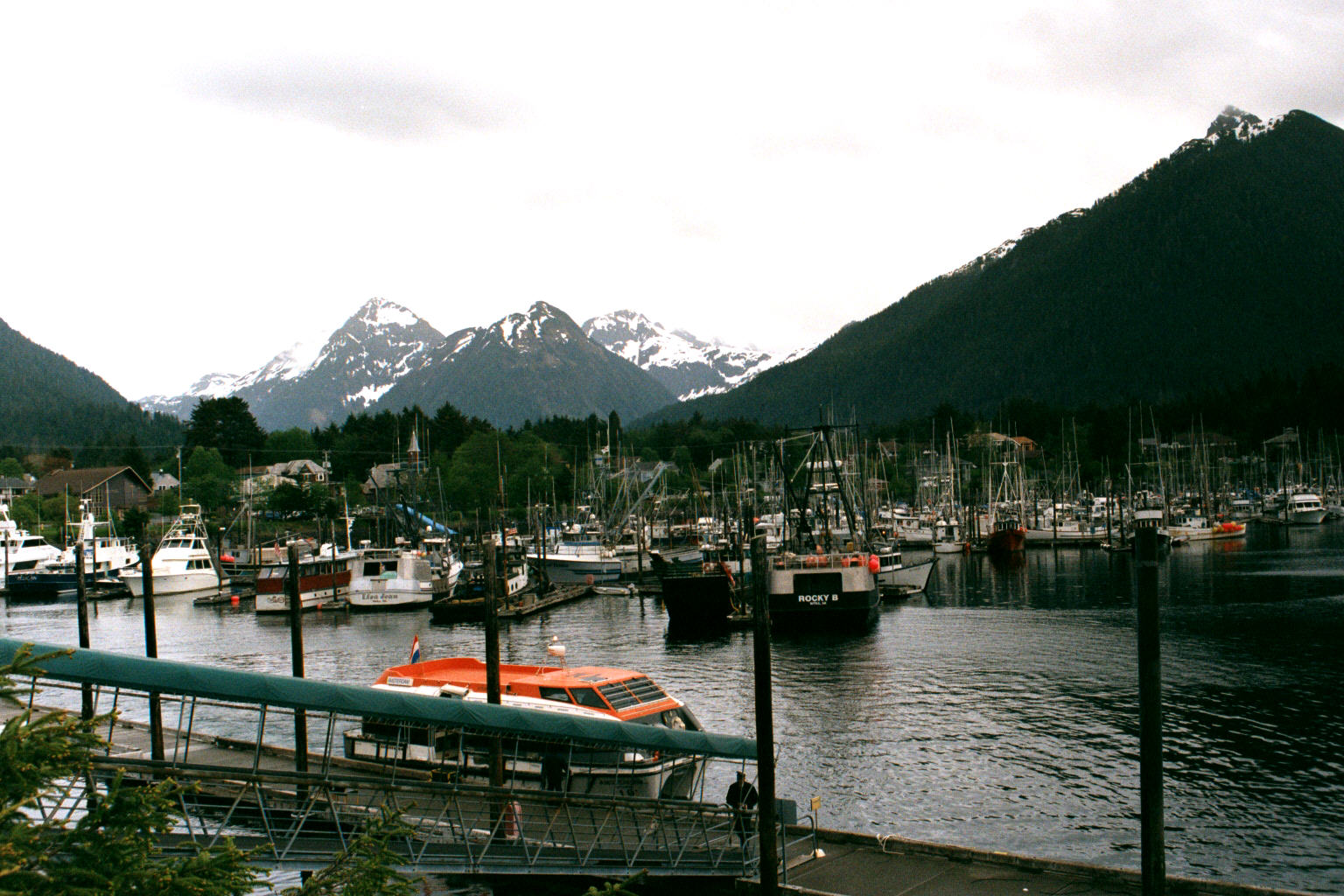
بندر سیتکا در آلاسکا